# Тентексай (Джангельдинський район)
Тентекса́й (каз. Тентексай) — село у складі Джангельдинського району Костанайської області Казахстану. Входить до складу Жаркольського сільського округу.
Населення — 44 особи (2021; 80 у 2009, 174 у 1999, 263 у 1989).